# Duncannon Forest Fire Lookout Tower
La Duncannon Forest Fire Lookout Tower est une tour de guet en Pennsylvanie, dans le nord-est des États-Unis. Construite dans les années 1940, elle se dresse d'abord sur les bords de la Susquehanna dans le comté du Dauphin, où elle sert de tour d'observation touristique sous le nom de Water Gap Observation Tower. Menacée de démolition à l'occasion de la construction d'une route, elle est finalement rachetée par un particulier et déplacée à Duncannon, dans le comté de Perry, sur l'autre rive du fleuve. Elle est haute de 33,5 mètres.